# Pressezentrum

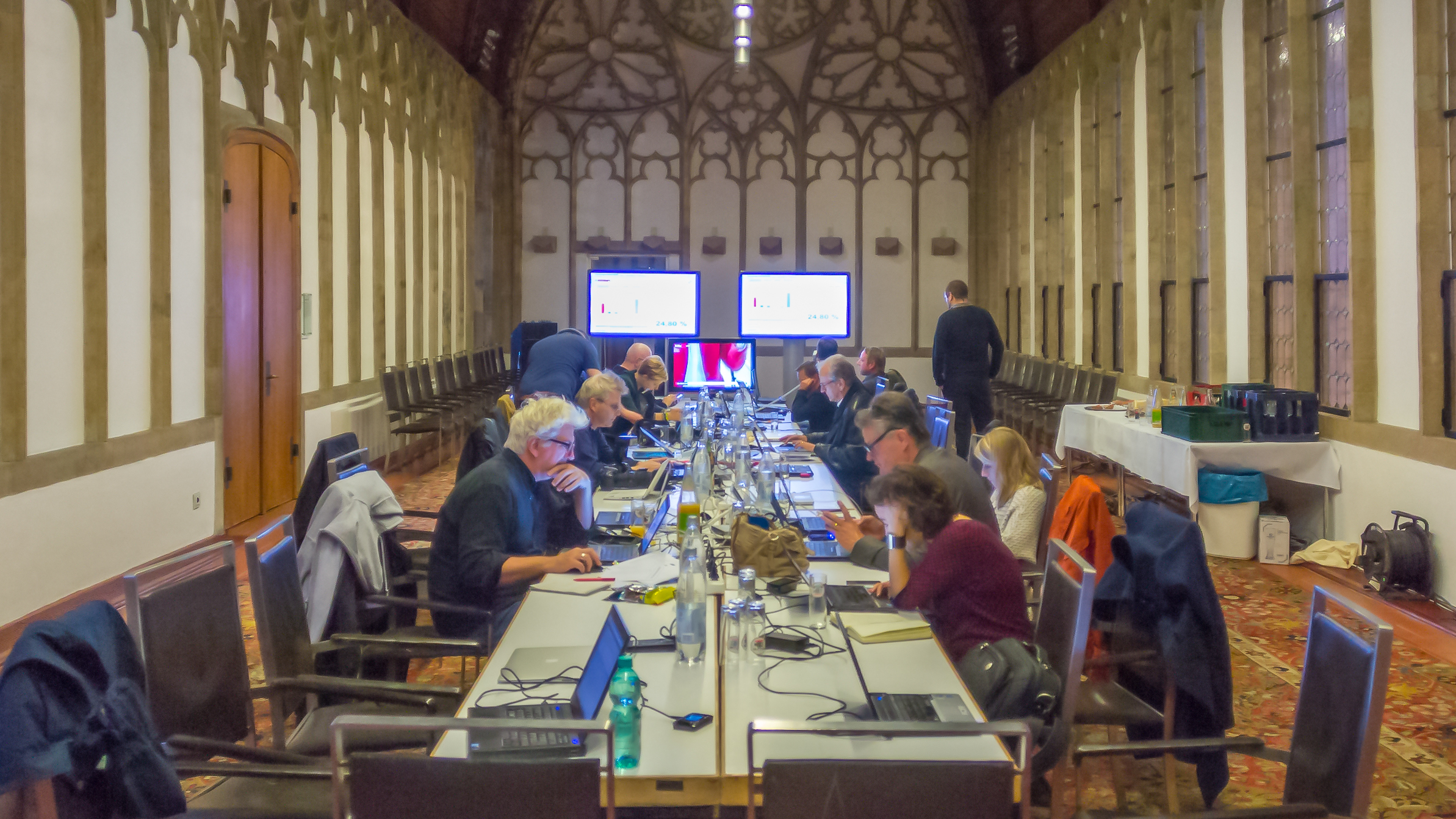
Pressezentrum im Kölner Rathaus während der Wahl zum Oberbürgermeister 2015

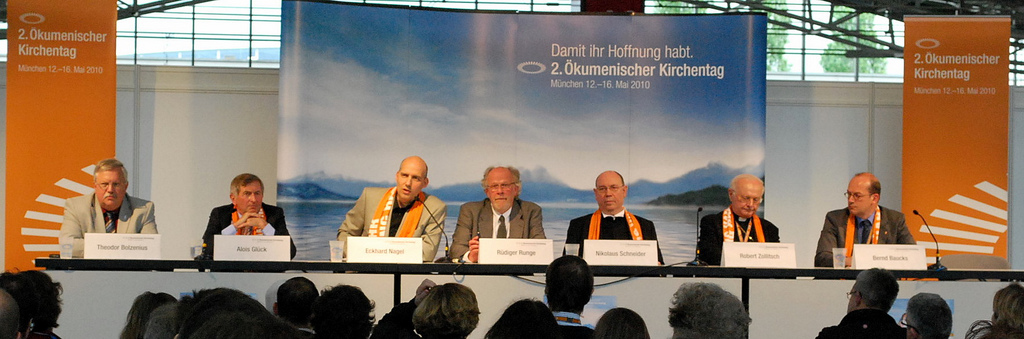
Pressekonferenz in einem Pressezentrum

Ein Pressezentrum dient Unternehmen und Organisationen als Schnittstelle zu den Medien. Oft ist auch ein gastronomischer Betrieb angeschlossen. Das Pressezentrum stellt Journalisten Presseinformationen sowie eine Arbeitsmöglichkeit zur Verfügung. Es gehört als Teil der Medienarbeit in den Bereich der Public Relations. Gelegentlich wird der Begriff Pressehaus irreführenderweise in der Bedeutung von Pressezentrum verwendet. 

## Beispiele für Pressezentren
Auf allen Messen gibt ein Pressezentrum als zentrale Anlaufstelle für Journalisten. Ähnliche zeitlich befristete Einrichtungen findet man bei anderen Großevents. 
Zeitlich unbegrenzt haben einige große Kommunen und Landesregierungen Pressezentren eingerichtet. 
Manchmal betreiben auch Presseclubs solche Pressezentren. 
Besonders bekannt ist das "Haus der Bundespressekonferenz", gelegen am Schiffbauerdamm in Berlin gegenüber den Parlamentsbauten im Spreebogen. Es dient seit 1999 der Kommunikation der politischen Mandatsträger mit den Medien. Hier werden Pressekonferenzen veranstaltet, um den Mitgliedern der BPK „Möglichkeiten einer umfassenden Unterrichtung der Öffentlichkeit zu verschaffen“. In dem Haus befindet sich auch ein Tagungszentrum. Im Gegensatz zum heutigen volksmundlichen Sprachgebrauch für das BPK-Gebäude in Berlin wurden die früheren BPK-Gebäude im Parlaments- und Regierungsviertel in Bonn einfach als Pressehaus bezeichnet.